# Chris Otule
Christopher Chukwunonso "Chris" Otule (Houston, Texas, 4 de enero de 1990) es un jugador de baloncesto estadounidense de ascendencia nigeriana que pertenece a la plantilla del SeaHorses Mikawa de la B.League japonesa. Con 2,11 metros de estatura, juega en la posición de pívot.

## Trayectoria deportiva

### Universidad
Jugó durante seis temporadas con los Golden Eagles de la Universidad Marquette, aunque dos de ellas se las perdió casi enteras debido a sendas lesiones, en las que promedió 5,0 puntos, 3,6 rebotes y 1,2 tapones por partido. En su última temporada recibió el premio a la deportividad de la Big East Conference.

### Profesional
Tras no ser elegido en el Draft de la NBA de 2012, firmó su primer contrato profesional en el mes de julio con el Mersin BB turco, pero fue cortado antes del comienzo de la liga, fichando entonces por el Crailsheim Merlins de la Basketball Bundesliga. Allí jugó una temporada en la que promedió 9,1 puntos y 4,8 rebotes por partido.
En junio de 2015 se comprometió con el también equipo alemán del Mitteldeutscher BC, donde mejoró sus estadísticas hasta los 11,3 puntos y 4,8 rebotes por partido en la temporada que jugó allí.
En agosto de 2016 cambió de liga, fichando por el Olympique d'Antibes de la Pro A francesa. comenzó la temporada 2017-18 con el Strasbourg IG, pero el 22 de octubre firmó con el BCM Gravelines.